# André Leliaert

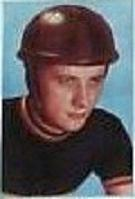
André Leliaert.

André Leliaert (* 4. Februar 1923 in Brugge; † 19. November 2013 in Belgien) war ein belgischer Radrennfahrer.
André Leliaert war Profi-Radrennfahrer von 1945 bis 1953. 1949 wurde er belgischer Meister im Steherrennen, 1951 und 1952 jeweils Dritter. Bei den UCI-Bahn-Weltmeisterschaften 1951 in Mailand belegte er den zweiten Platz.
Noch während seiner aktiven Radsport-Laufbahn eröffnete Leliaert Fahrradgeschäfte unter dem Namen „Alerta“ in mehreren belgischen Städten sowie in Brugge das „Cafe Alerta“.